# Helios Klinikum Uelzen
Das Helios Klinikum Uelzen in Niedersachsen ist eine Einrichtung der gleichnamigen GmbH. Das Akutkrankenhaus sichert die medizinische Grundversorgung vor allem für die Bevölkerung des Landkreises Uelzen.

## Geschichte
Die Klinik wurde 1870 unter dem Namen „St.-Viti-Krankenhaus“ gegründet und von der evangelischen St.-Viti-Stiftung finanziert. 1923 übertrug die Stiftung das Gebäude und das Grundstück an die Stadt Uelzen und es entstand ein städtisches Klinikum.
Um mehr Zuschüsse für Erweiterungen zu bekommen, wurde der Landkreis Uelzen 1953 der neue Träger des Krankenhauses. 1960 beschloss der Kreistag den Neubau mit über 400 Betten sowie die Errichtung eines Schwesternwohnheimes. Nach der Fertigstellung des neuen Gebäudes am aktuellen Standort konnten die ersten Patienten Anfang 1965 aufgenommen werden.
2015 übernahmen die Helios Kliniken das Kreiskrankenhaus. Die Klinik ist Akademisches Lehrkrankenhaus der Medizinischen Hochschule Hannover.
Mit 303 Betten gehört das Helios Klinikum Uelzen zu den mittelgroßen Krankenhäusern. Jährlich werden rund 13.400 Patienten stationär und 33.600 ambulant von ca. 90 Ärzten und 260 Pflegekräften behandelt (Stand: 31. Oktober 2024).

## Fachabteilungen
Das Helios Klinikum Uelzen umfasst die nachfolgend aufgeführten medizinischen Fachbereiche und medizinischen Zentren (Stand: Februar 2025).

### Medizinische Fachbereiche
- Allgemein- und Viszeralchirurgie
- Anästhesie, Intensiv- & Rettungsmedizin, Schmerztherapie
- Geburtshilfe
- Gefäßchirurgie
- Geriatrie
- Gynäkologie
- Innere Medizin I – Gastroenterologie
- Innere Medizin II – Kardiologie, Pulmologie, Angiologie
- Kinder- und Jugendmedizin
- Neurochirurgie
- Neurologie und neurologische Frührehabilitation
- Notaufnahme
- Radiologie und Neuroradiologie
- Traumatologie und Orthopädie

### Medizinische Zentren
- Chest Pain Unit (zertifiziert von der Deutschen Gesellschaft für Kardiologie)
- Darmzentrum (zertifiziert von der Deutschen Krebsgesellschaft)
- Stroke Unit (zertifiziert von der Deutschen Schlaganfallgesellschaft)
- Traumazentrum (zertifiziert im Traumanetzwerk Nordostniedersachsen)